# 灰色と青
「灰色と青」（はいいろとあお）は、日本のミュージシャン・米津玄師による楽曲。米津の4枚目のオリジナル・アルバム『BOOTLEG』の先行リリースとして2017年10月11日より各種音楽配信サービスでリリースされ、その後11月1日にアルバムがリリースされた。楽曲は俳優の菅田将暉をゲストボーカルに迎えて制作され、彼のミュージシャンとしての1枚目のアルバム「PLAY」にも収録された。フィジカル、音楽配信の曲目では「灰色と青（ ＋ 菅田将暉 ）」と表記されることが多い。

## 背景
「灰色と青」は2017年6月にリリースしたシングル「ピースサイン」以来4か月ぶりとなるが、DAOKOとの共作シングル「打上花火」、ハチ名義で初音ミクを使用して8月に配信開始した「砂の惑星」を含めるならば、約2か月という短いスパンでのリリースとなっている。楽曲名が公表された当初、各種メディアでは「灰色と青（？）」という風に括弧の内容が隠されており、10月10日に開催されたイベント「『BOOTLEG』プレミアム全曲先行試聴会」において菅田将暉の楽曲への参加が明かされた。同イベントでは山田健人が監督した楽曲のミュージックビデオが披露され、配信開始と同時にYouTubeへ映像が公開された。
楽曲の制作において、米津は北野武が監督した映画『キッズ・リターン』が重要なモチーフとなったと語っている。とりわけ劇中で2人の主要人物が別々の道を歩み最後に迎合する構図は、米津に「いつかこの映画のような音楽を作りたい」という意欲を以前から刻んでいた。このため楽曲の歌詞には学生時代や青春の記憶が多々描写されている。アルバム『BOOTLEG』は米津が影響を受けたミュージシャン、創作物、またタイアップやコラボレーションを果たしたタレントらに対するオマージュが重要なコンセプトとなっており、この一環で楽曲には俳優の菅田将暉がゲストボーカルとして招かれた。米津は映画『そこのみにて光輝く』をきっかけに菅田の存在を知り、以後『ディストラクション・ベイビーズ』『溺れるナイフ』など知人が監督を務める映画への出演や、自身が主題歌に携わった『何者』など偶然の接点がある彼の印象を強く持っていた。こういった偶然から、日常で稀に起こる「奇跡的な瞬間」を菅田と共に楽曲内で表現できるのではないかという意欲から、米津サイドから菅田へコラボレーションを依頼したという。

## ミュージックビデオ
「灰色と青」のミュージックビデオは、映像作家の山田健人が監督を務めている。山田はかつて「orion」のミュージックビデオを手がけており、米津とのコラボレーションは今回が2度目であった。映像は朝方、夜間の東京都内某所の公園を中心に撮影された。映像は米津と菅田が出演しているが、別の時間帯に同じ場所にいたというすれ違いがテーマになっており、両者は一切出会わない構成になっている。完成したミュージックビデオは2017年10月10日に開催された「『BOOTLEG』プレミアム全曲先行試聴会」にて初めて公開され、その直後に米津のYouTubeへアップロードされた。それから約24時間で100万回再生を突破、現在は2億回を超える高い視聴回数を記録している。

## チャート成績・評価

### チャート成績
「灰色と青」は2017年10月11日に音楽配信が開始した。Billboard Japan Hot 100総合チャートでは10月23日付のチャートで3位へ初登場した。Download Songs総合チャートでも3位へ初登場し、アルバムリリース以後の11月13日付のチャートではリリース4週目ながら1位へランクアップした。その後、「BOOTLEG」のロングランヒット、更に翌年リリースのシングル「Lemon」の記録的な大ヒットの影響もあって長らくチャートインを重ね、2019年9月16日付のチャートにてチャートイン回数が通算100回に到達した。その後も米津や菅田のリリースの度にチャートインを果たした。

### 評価
音楽プロデューサーの蔦谷好位置は2018年1月21日に出演した「関ジャム 完全燃SHOW」にて2017年にリリースされた楽曲をランキングで発表した際、「灰色と青」を第1位へ選出した。楽曲の海外のポップスへ接近したサウンドアプローチと、俳優とミュージシャンの顔を別々の魅力として発揮する菅田とのコラボレーションについて、「圧倒的な1位」だと肯定的に評した。